# Leptoconops borealis
Leptoconops borealis är en tvåvingeart som beskrevs av Gutsevich 1945. Leptoconops borealis ingår i släktet Leptoconops och familjen svidknott. Inga underarter finns listade i Catalogue of Life.